# Біле рабство

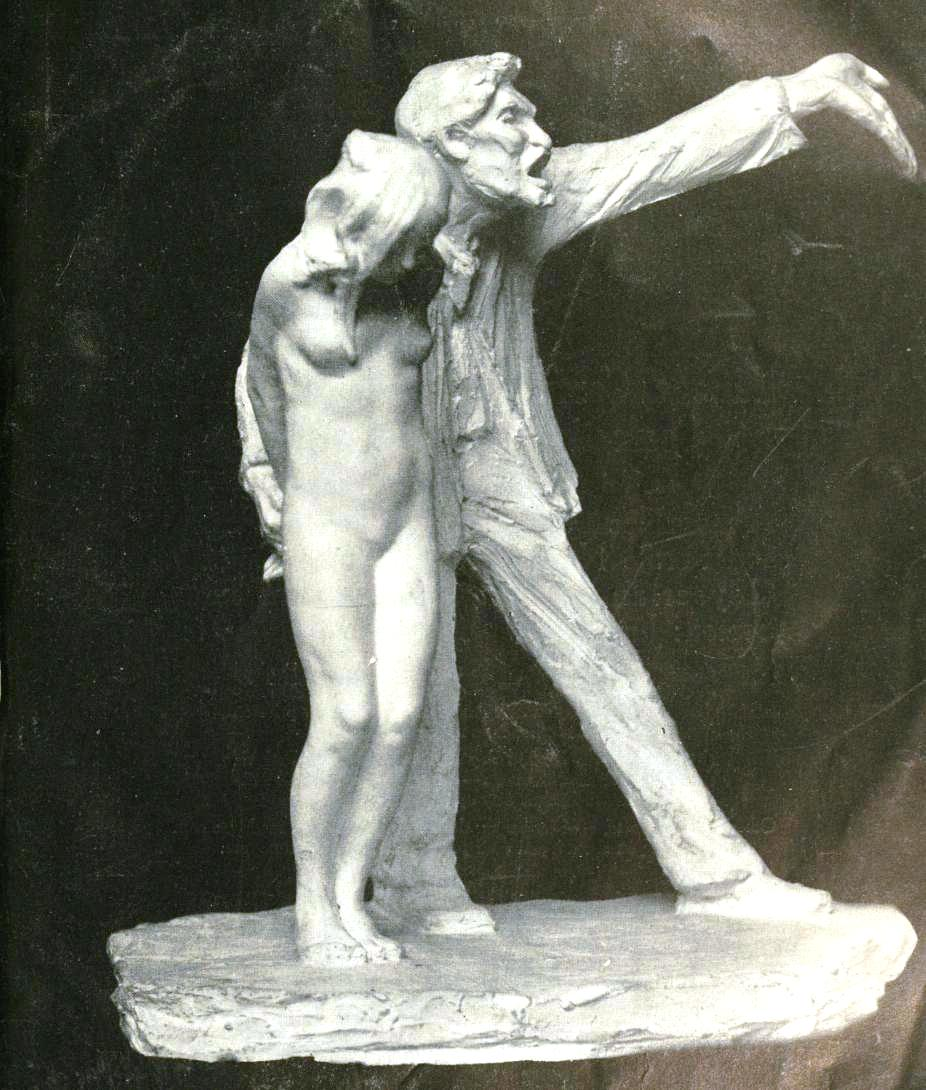
«Біла рабиня» (Tберле, 1913)

«Біле рабство» (англ. White slavery) - в англомовних країнах термін означав неволю європейців і вихідців з Європи незалежно від природи рабства, але в основному щодо примусової проституції.

## Історія

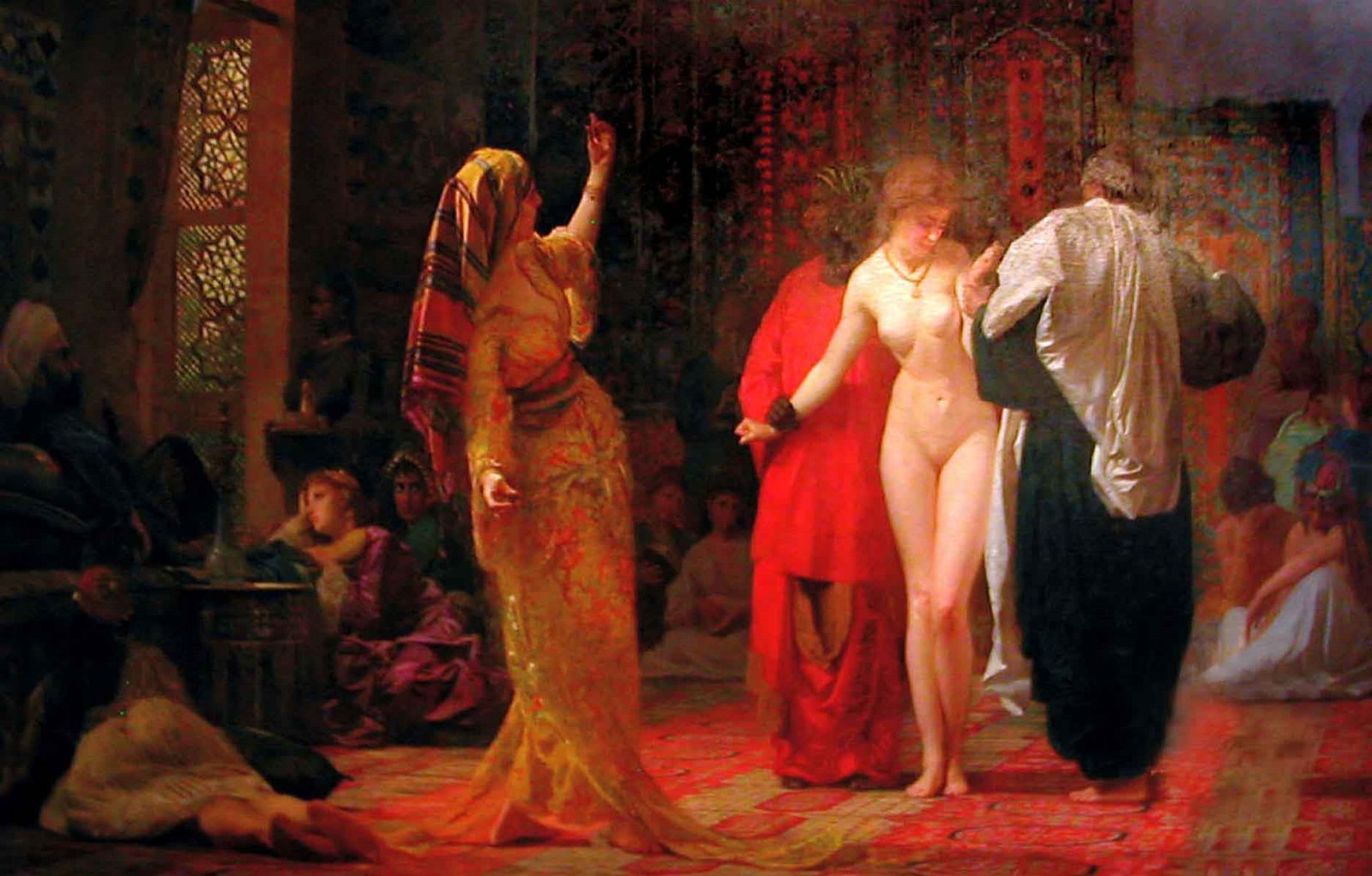
Доменіко Росо (1832—1902) — Ринок білих рабів (1884)

Словосполучення «біле рабство» вживалося з початку XX століття, «коли більшість країн тодішньої Європи підписало в 1904 році в Парижі Міжнародний договір, спрямований на боротьбу з цим явищем»:
У той час особлива увага приділялася жінкам з Великої Британії, яких змушували до проституції в країнах континентальної Європи. Пізніше цей термін поширився на загальне поняття торгівлі живим товаром.
Тільки в 1985 році британський парламент скорегував законодавство, згідно з яким насильницьким вважалося співжиття лише з тими, кому немає 13 (вік згідно з новим законом 16 років).
На початку XX століття термін вживається стосовно європейських дівчат, які працювали в борделях Чикаго.
Раніше словосполучення вживалося щодо наложниць з Європи в турецьких гаремах.

Згідно з даними ЦРУ, на початку XXI століття у світі було приблизно 27 мільйонів рабів:
Щороку продаються кілька мільйонів людей. Транснаціональні кримінальні організації тільки на нелегальному бізнесі з жінками і дівчатками отримали дохід в 7 мільярдів доларів США. В епоху глобалізації торгівля людьми розвивається і поширюється настільки ж широко як наркотики або контрабанда алкоголем. Людська цінність - доза наркотику, пляшка алкоголю або ціна кози ... В умовах сьогоднішньої глобалізації, в кримінологічної контексті, особлива і вкрай важка проблема - відродження торгівлі людьми і реанімація рабства, набуває нових обрисів і види. Набагато складніше, ніж це було в XVII-XIX століттях. Це здається особливо жахливо, коли новий зміст і значення набувають загальні права людини, удосконалюються механізми їх захисту, утворюються і функціонують нові інститути захисту прав людини (омбудсмени, Європейський суд з прав людини і т. д.).

## Альтернативні форми
Існує й альтернативна (примусової проституції) форма рабства:
Работоргівля також може приймати такі форми як, наприклад, викрадення дітей і їх заклик до державних збройні сили або повстанські армії, використання жінок і дітей в якості домашньої прислуги, що працює на кабальних умовах, використання дітей в якості вуличних злодюжок і т. д.